# Popów
Popów [pronunciación en polaco: /ˈpɔpuf/] es un pueblo ubicado en el distrito administrativo de Gmina Łowicz, dentro del condado de Łowicz, Voivodato de Łódź, en el centro de Polonia. Se encuentra a unos 5 kilómetros al noreste de Łowicz y a 52 kilómetros al noreste de la capital regional Łódź.